# Патрік О'Ніл (актор)
Патрік Вісдом О'Ніл (англ. Patrick Wisdom O'Neal) (26 вересня 1927 — 9 вересня 1994) — американський актор і ресторатор .

## Раннє життя
О'Ніл народився в Окалі, Флорида, у сім'ї Марти та Кока Віздома О'Ніл. Він навчався у військовій академії Ріверсайд у Гейнсвіллі, штат Джорджія, та середній школі Окали . Після закінчення школи він вступив до Університету Флориди в Гейнсвіллі, де отримав спеціалізацію в драматургії. Під час навчання в коледжі О'Ніл приєднався до Florida Players, театральної трупи. Він також був членом братства Sigma Alpha Epsilon і був редактором університетського щорічника. Отримавши ступінь бакалавра, О'Ніл вступив на службу у ВПС Сполучених Штатів і служив під час Корейської війни. Під час війни знімав короткі навчальні фільми. Після 15 місяців служби він переїхав до Нью-Йорка і навчався в Actors Studio та Neighborhood Playhouse . 

## Кар'єра
Протягом чотирьох десятиліть, починаючи з 1950-х років, О'Ніла бачили переважно як запрошену зірку на телебаченні. На початку 1960-х років він отримав похвалу критиків за головну роль на Бродвеї у п'єсі Теннессі Вільямса «Ніч ігуани», але головну роль у фільмі 1964 року дістав Річард Бертон . У 1969 році він зіграв головну роль у фільмі Джона Х'юстона «Кремлівський лист» і роль другого плану у вестерні «Ель Кондор» . Він з'явився в хіті 1973 року The Way We Were . У 1972 році він зіграв архітектора-вбивцю в епізоді «Коломбо» «Проект вбивства» (Blueprint for Murder), а в 1978 році в тому ж шоу він зіграв керівника телевізійної мережі в епізоді «Зробіть мені ідеальне вбивство» (Make Me a Perfect Murder). У 1990 році він зіграв корумпованого поліцейського комісара Кевіна Квінна у фільмі Сідні Люмета «Запитання та відповіді».
Разом з дружиною та братом Майклом О'Ніл був співвласником низки успішних ресторанів, починаючи з 1963 року, зокрема "The Ginger Man" на Західній 64-й вулиці (пізніше перейменований на "O'Neal's"); "O'Neal's" на Західній 57-й вулиці, який на короткий час став флагманом мережі O'Neal's; "The Landmark Tavern" на 11-й авеню; і "O'Neal's Saloon" на розі 63-ї Вест-стріт і Колумбус авеню, незабаром перейменований на "O'Neal's Baloon" (оскільки слово "Saloon" було заборонено під час дії сухого закону, але неонова вивіска для "Saloon" вже була створена). Усі вони були розташовані на західній стороні Мангеттена.

## Особисте життя
О'Ніл одружився з актрисою Синтією Бакстер у 1956 році. У них було двоє синів, Максиміліан і Фіцджон, і вони залишалися одруженими до смерті О'Ніла. 

## Смерть
О'Ніл помер 9 вересня 1994 року від дихальної недостатності в католицькому медичному центрі Святого Вінсента на Манхеттені, не доживши 17 днів до свого 67-річчя. На момент смерті він також хворів на рак легенів і туберкульоз . 

## Бродвейські титри
- Далека країна (квітень–листопад 1961)
- Ніч ігуани (грудень 1961 – вересень 1962)

## Вибрана фільмографія

### Фільми

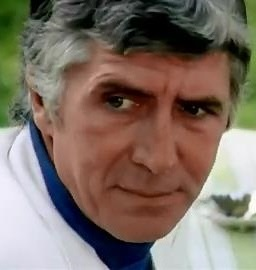
О'Ніл на кадрі з фільму Степфордські дружини (1975)

- Божевільний маг (1954) - лейтенант Алан Брюс
- Чорний щит Фолворта (1954) - Волтер Блант
- З тераси (1960) - доктор Джим Ропер
- Справа моралі (1961) - Алан Кеннебек
- Кардинал (1963) - Сесіл Тернер
- На шляху до небезпеки (1965) - командир Ніл Оуінн
- Король Щур (1965) - Макс
- Витончене божевілля (1966) - доктор Олівер Вест
- Альварес Келлі (1966) - майор Альберт Стедман
- Кімната жахів (1966) - Джейсон Краветт (він же Джейсон Керолл)
- Незрівнянний (1967) - Перрі "Незрівнянний" Лістон
- Доручення на вбивство (1968) - Річард Каттінг
- Де ти був, коли згасло світло? (1968) - Пітер Гаррісон
- Таємне життя американської дружини (1968) - Том Лейтон
- Замкова твердиня (1969) - капітан Лайонел Бекман
- Шпилька (1969) - Джордж Бейкер
- Кремлівський лист (1970) - Чарльз Роун
- Ель Кондор (1970) - Чавес
- Коркі (1972) - Ренді
- Тиха ніч, кривава ніч (1972) - Джон Картер
- Якими ми були (1973) - Джордж Біссінджер
- Вбити короля (1974) - Девід Говард
- Степфордські дружини (1975) - Дейл Коба
- Штучка (1985) - Флетчер
- Який батько, такий і син (1987) - доктор Ларрі Армбрустер
- Нью-Йоркські історії (1989) - Філіп Фаулер (сегмент: "Уроки життя")
- Питання та відповіді (1990) - Кевін Квінн
- Аліса (1990) - батько Аліси
- Для хлопчиків (1991) - Шепард
- В облозі (1992) - капітан Адамс

## Зовнішні посилання
- Патрік О'Ніл (актор) на сайті Internet Broadway Database (англ.)
- Патрік О'Ніл (актор) на Internet Off-Broadway Database
- Patrick O'Neal на сайті IMDb (англ.)
- Patrick O'Neal at the University of Wisconsin's Actors Studio audio collection